# Josephus Theodorus Maria Smits van Oyen
Josephus Theodorus Maria Smits van Oyen (Eindhoven, 5 februari 1858 - Eindhoven, 12 oktober 1898) was burgemeester en politicus.
Josephus Theodorus Maria Smits van Oyen was een zoon van Johannes Theodorus Smits van Oyen en Johanna Hendrika Heere en oom van Franciscus Johannes Maria Smits van Oyen.
De ongehuwde Smits van Oyen volgde op 27-jarige leeftijd op 17 maart 1885 zijn vader op als burgemeester van Eindhoven. Hij bleef dat tot aan zijn dood. Hij was vanaf 16 september 1891 lid van de Tweede Kamer (ook tot aan zijn dood), waarin hij enkele keren sprak bij de begrotingsbehandelingen. Smits van Oyen behoorde in 1896 tot de katholieke anti-Takkianen die tegen de ontwerp-Kieswet van Van Houten stemden.
Hij werd op 31 augustus 1898 benoemd tot Ridder in de Orde van de Nederlandse Leeuw.
Drie weken na het overlijden van zijn vader overleed hij in zijn ouderlijk huis aan de Rechtestraat in Eindhoven op 40-jarige leeftijd aan een ernstige ziekte. Hij stierf ongehuwd.